# 알제리 U-20 축구 국가대표팀
알제리 U-20 축구 국가대표팀(아랍어:  تحت 20 سنة لكرة القدم منتخب الجزائر
)은 알제리를 대표하는 20세 이하의 축구 국가대표팀으로, 알제리의 축구 관리 기관인 알제리 축구 연맹의 관리를 받는다. 아프리카 U-20 네이션스컵에 6번 참가해서 1979년에 우승을 차지했으며, FIFA U-20 월드컵에 참가해 1979년에 8강에 진출했다.